# 後鰭深海珠目魚
後鰭深海珠目魚（学名：Benthalbella dentata）為輻鰭魚綱仙女魚目帆蜥魚亞目珠目魚科的一種，分布於北太平洋區，從日本、鄂霍次克海至墨西哥加利福尼亞灣海域，屬深海底棲性魚類，深度可達98-3400公尺，本魚背部褐色、腹部淡色，胸鰭小、腹鰭長且延伸，背鰭軟條6-8枚;臀鰭軟條17-21枚，體長可達24公分，棲息在底層水域，雌雄同體，幼魚為浮游性，生活習性不明。